# 東京都島嶼部

東京都島嶼部（黒字は小笠原諸島）

東京都島嶼部（とうきょうととうしょぶ）は、東京都の区域のうち、伊豆諸島および小笠原諸島に属する地域を指す呼称。#呼称の項目で後述するように、いくつかの呼称がある。
なお「嶼」は日本の常用漢字ではないため、「島しょ」と交ぜ書きされることもある（東京都島しょ農林水産総合センター、東京都島しょ振興公社など）。

## 概要
東京都の区域は、本州側にある東京都区部（いわゆる23区）および多摩地域と、太平洋上の離島である伊豆諸島・小笠原諸島の島々からなる。この両諸島が、本州側（23区・多摩地域）に対して「東京都島嶼部」などと呼ばれる。
「島嶼」は島々を意味する言葉である。厳密に言えば、東京都には23区内にも島が存在する（東京湾上の人工島など）が、それらは「東京都島嶼部」には含めない。なお、23区および多摩地域の総称としては、気象庁が予報等に用いる「東京地方」という呼称があるが、他の場面で一般的に用いられるものではない。
行政・政治
島嶼部には東京都の出先機関である支庁が4つ置かれ、2町7村を管轄している（#東京都島嶼部の自治体にて後述）。
東京都議会の選挙区は島嶼部全域で島部選挙区（定数1）を構成し、衆議院の小選挙区では品川区と共に東京都第3区の一部を為す。ナンバープレートは東京運輸支局の直轄地域で「品川」ナンバーが交付される（車庫飛ばしを防止するため、本土への持ち出しは住所変更などの手続きを要する）。
地理・歴史
島嶼部は南北1200kmにわたって続く。南方500kmには北マリアナ諸島があり、排他的経済水域が接している。南方諸島（狭義）とマリアナ諸島により、太平洋（狭義）とフィリピン海が分けられている。
東京都心からの距離は、最も近い伊豆大島でも100km以上ある。神奈川県・千葉県・静岡県には伊豆大島よりも都心との距離が近い島がいくつか存在しており、また東京都島嶼部の各島から見ても、静岡県（伊豆半島）や神奈川県のほうが都心よりも地理的には近い。
島嶼部の各島はいずれも江戸時代には天領であり、韮山代官所あるいは島奉行が管轄していた。1871年の廃藩置県後には足柄県、1876年には静岡県の所属となったが、軍事上の重要性や、伊豆諸島の経済交流が東京に結びついていた事実もあり、1878年には東京府の直轄地となった。1896年の郡制施行時に郡に属していなかったため、現在も町村の前に郡名を表記しないのが正式である。

## 東京都島嶼部の自治体
以下の、2町7村（4支庁）の計9自治体がある。
なお八丈支庁に所属自治体が未定の地域があるため、下記の町村の面積合計は島嶼部の面積合計と一致しない。
| 団体コード | 旗 | 章 | 自治体名 | 読み           | 支庁       | 場所       | 推計人口 | 面積      | 人口密度    |
| ---------- | -- | -- | -------- | -------------- | ---------- | ---------- | -------- | --------- | ----------- |
| 133612     |    |    | 大島町   | おおしままち   | 大島支庁   | 伊豆諸島   | 6,333人  | 90.76km²  | 069.8人/km² |
| 133621     |    |    | 利島村   | としまむら     | 大島支庁   | 伊豆諸島   | 318人    | 4.04km²   | 078.7人/km² |
| 133639     |    |    | 新島村   | にいじまむら   | 大島支庁   | 伊豆諸島   | 2,165人  | 27.54km²  | 078.6人/km² |
| 133647     |    |    | 神津島村 | こうづしまむら | 大島支庁   | 伊豆諸島   | 1,690人  | 18.58km²  | 091人/km²   |
| 133817     |    |    | 三宅村   | みやけむら     | 三宅支庁   | 伊豆諸島   | 2,041人  | 55.26km²  | 036.9人/km² |
| 133825     |    |    | 御蔵島村 | みくらじまむら | 三宅支庁   | 伊豆諸島   | 300人    | 20.39km²  | 014.7人/km² |
| 134015     |    |    | 八丈町   | はちじょうまち | 八丈支庁   | 伊豆諸島   | 6,501人  | 72.24km²  | 090人/km²   |
| 134023     |    |    | 青ヶ島村 | あおがしまむら | 八丈支庁   | 伊豆諸島   | 162人    | 5.95km²   | 027.2人/km² |
| 134210     |    |    | 小笠原村 | おがさわらむら | 小笠原支庁 | 小笠原諸島 | 2,790人  | 113.04km² | 024.7人/km² |
| 合計       |    |    |          |                |            |            | 22,300人 | 407.8km²  | 54.7人/km²  |

## 東京都島嶼部の島々

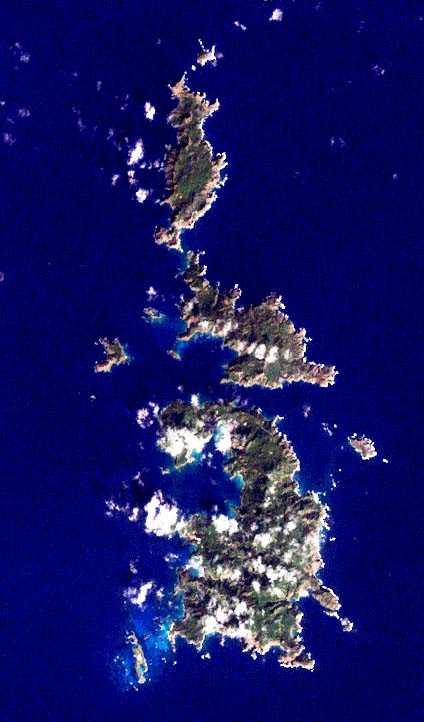
父島列島

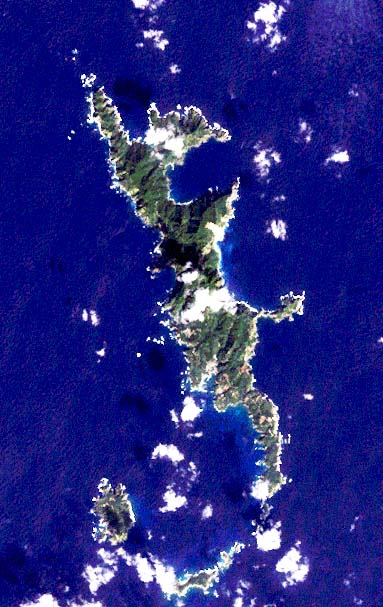
母島列島

### 伊豆諸島
伊豆七島

七島近海の島々

豆南諸島

### 小笠原諸島
小笠原群島父島列島

母島列島

聟島列島

西之島火山列島

孤立した島々

1. 1 2 3 4 5 6 7 8 9 10 11  民間人がいる有人島
2. 1 2 3 4 5 6 7 8 9 10 11 12 13 14 15 16 17 18 19 20 21 22  無人島
3. 1 2  民間人がいない有人島

## 呼称
伊豆諸島と小笠原諸島を総称する呼称はいくつもある。

### 島部
島部（とうぶ）は、東京都議会の選挙区名に用いられている。

### 伊豆・小笠原諸島
伊豆諸島と小笠原諸島の併称。どちらも地理的な呼称で、行政区域としてのニュアンスを含まない場面でも用いられる。

### 東京諸島
東京諸島（とうきょうしょとう）という名は、東京都の外郭団体である「東京諸島観光連盟」と、2010年代以降東海汽船が自社Webサイト・販促物などで積極的に使っている。ただし観光連盟については組織の性質上、具体的な島について民間人の住む11島についてのみ述べており、火山列島などについては扱っていない。東京諸島観光連盟は、かつて「伊豆七島観光連盟」と称していたが改称され、伊豆七島以外の青ヶ島村や小笠原村も加盟している。

### 南方諸島
南方諸島（なんぽうしょとう）は「南方諸島及びその他の諸島に関する日本国とアメリカ合衆国との間の協定」（小笠原返還協定）、「南方連絡事務局設置法」、「小笠原諸島振興開発特別措置法」などの諸法規では小笠原群島・西之島・火山列島と定義されている。これらは、小笠原諸島のうち離れた位置にある南鳥島・沖ノ鳥島を除いた島々である。ただしこの2島も、「南方諸島及びその他の諸島」という表現で一括して扱われている。
これに対し、日本水路協会では伊豆諸島・小笠原諸島を全て包括して「南方諸島」と称している。この場合は「東京都島嶼部」や「東京諸島」と同義である。